# Todas
Pour les articles homonymes, voir Toda.
 (novembre 2024).
Si vous disposez d'ouvrages ou d'articles de référence ou si vous connaissez des sites web de qualité traitant du thème abordé ici, merci de compléter l'article en donnant les références utiles à sa vérifiabilité et en les liant à la section « Notes et références ».

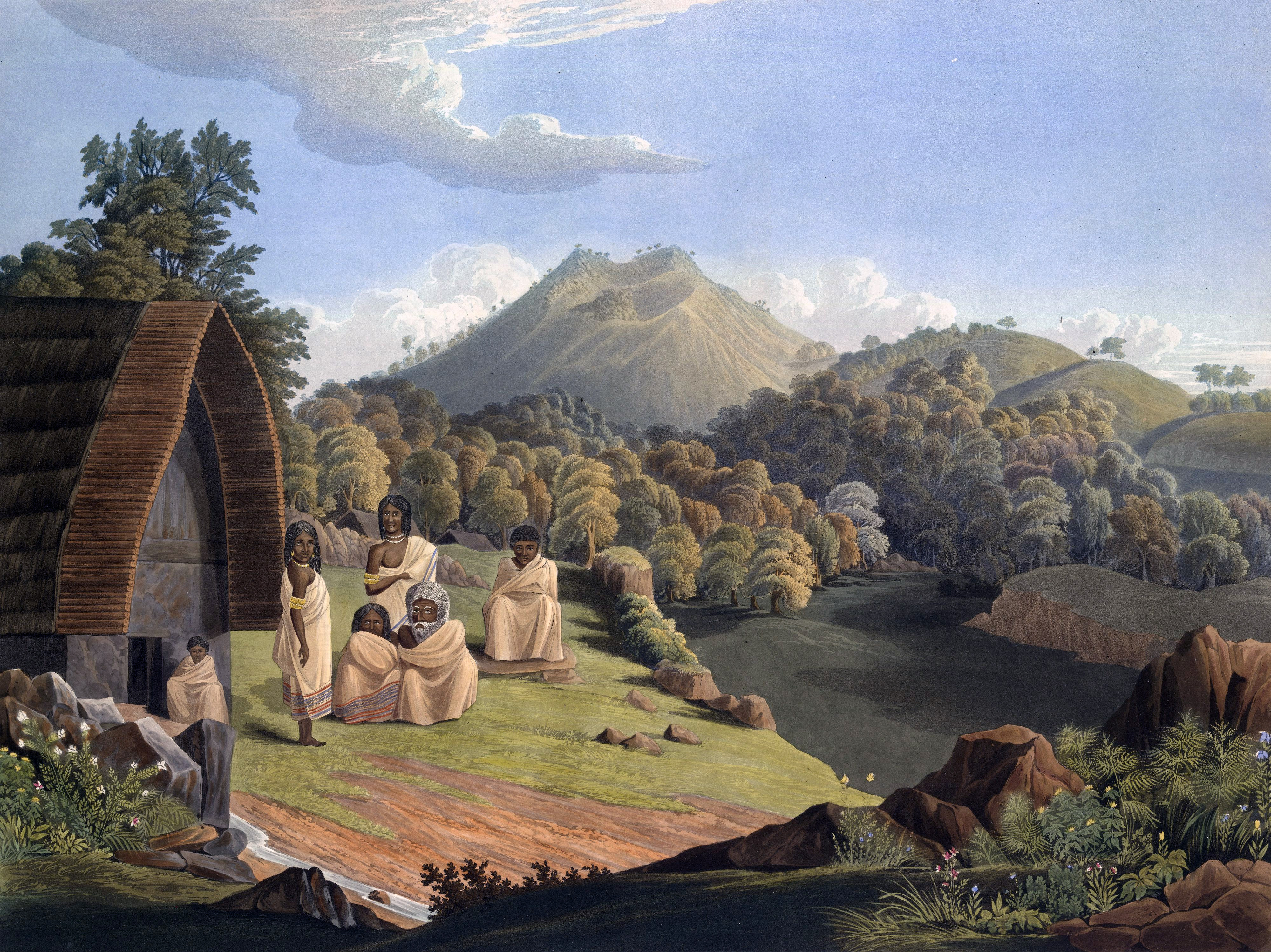
Les Todas, vus par Richard Barron, en 1837.

Les Todas forment une petite communauté ethnique établie sur le plateau des Nilgiris, en Inde du Sud. De tradition pastorale, le peuple toda est aujourd’hui composé d’environ 1 000 individus.
Jusqu’à la fin du XVIIIe siècle, les Todas coexistaient localement avec d’autres communautés (Badagas, Kotas et Kadu Kuruba) dans un système de castes dans lequel ils tenaient la position dominante. Très peu nombreux, les Todas sont passés d’environ 700 à 900 individus au cours du XXe siècle. Malgré cette faible importance numérique, ils n’ont cessé d’attirer l’attention des observateurs européens depuis le XVIIIe siècle du fait de leurs particularités physiques et culturelles. L’étude de leur culture par les anthropologues et les linguistes a d’ailleurs joué un rôle significatif dans la naissance de l’anthropologie sociale et l’ethnomusicologie.
Les Todas vivent traditionnellement dans des petites colonies de trois à sept petites maisons aux toits de chaume, de forme semi-cylindrique et réparties sur les pentes des montagnes. Éleveurs, ils échangent traditionnellement leurs produits laitiers avec les autres peuplades des Nilgiris. Leur religion est d’ailleurs centrée sur la figure du buffle et leurs rites accompagnent toutes les activités liées à la collecte et la transformation du lait. La pratique de la polyandrie fraternelle était autrefois commune chez les Todas mais elle a aujourd’hui largement disparu.
Durant le dernier quart du XXe siècle, le peuple toda a perdu une grande partie de ses espaces de pâture, au profit de l’agriculture ou du reboisement. Cependant, durant les dernières décennies, les Todas ont été l’objet d’une attention particulière de la part de la communauté internationale et, aujourd’hui, leurs terres font partie de la réserve de biosphère des Nilgiris (voir le Programme sur l'homme et la biosphère de l’UNESCO).